# Elena Verdugo
Pour les articles homonymes, voir Verdugo.
Elena Verdugo est une actrice américaine née le 20 avril 1925 à Paso Robles (Californie) et morte le 30 mai 2017  à Los Angeles (Californie).

## Biographie
À l'âge de 5 ans, Elena Verdugo fait une apparition dans le film Cavalier of the West (1931). Le 30 août 1940, le juge désigne sa mère comme tutrice légale, ce qui lui permet de signer un contrat. Depuis, elle obtient tient de petits rôles dans plusieurs films comme La Maison de Frankenstein (House of Frankenstein) réalisé par Erle C. Kenton.
En 1946, pendant le tournage de Deux nigauds vendeurs (Little Giant), elle fait la connaissance de Charles R. Marion, qu'elle épouse. En 1949, elle donne naissance à un fils, Richard Marion.Ils divorcent quelques années plus tard.
En 1972, Elena d'épouse Dr Charles Rosewall.
En 1950, elle joue un petit rôle remarqué dans le film Cyrano de Bergerac,, puis fait partie de la distribution de quelques comédies et commence à travailler pour la télévision américaine où elle se cantonnera dès lors presque exclusivement. En 1952, elle décroche le premier rôle de Millie Bronson dans la série télévisée Meet Millie.
Elle est aujourd'hui connue pour avoir incarné, dans la série télévisée Docteur Marcus Welby (Marcus Weby, M.D.) (1969-1976), le personnage de l'infirmière et réceptionniste Consuelo Lopez, un rôle qui lui vaut d'être nommée pour le Golden Globe de la meilleure actrice dans un second rôle dans une série, une mini-série ou un téléfilm pendant la 30e cérémonie des Golden Globes en 1973.
Elena fait sa dernière apparition aux écrans en 1985, dans Suburban Beat.
En 1999, son fils Richard Marion, succombe à un arrêt cardiaque.
Elena devient veuve en 2012.
Elle meurt en 2017 à l'âge de 92 ans.

## Filmographie

### Au cinéma
- 1931 : Cavalier of the West : Little Girl
- 1940 : Down Argentine Way : Bit
- 1941 : Arènes sanglantes (Blood and Sand) : Specialty Dancer
- 1941 : There's Magic in Music : Girl
- 1941 : Belle Starr : Young Girl
- 1942 : Les Rivages de Tripoli (To the Shores of Tripoli) de H. Bruce Humberstone : Spanish Dancer
- 1942 : The Moon and Sixpence : Ata
- 1944 : Lona la sauvageonne (Rainbow Island) de Ralph Murphy : Moana
- 1944 : La Maison de Frankenstein (House of Frankenstein) : Ilonka
- 1945 : Les Yeux qui tuent (The Frozen Ghost) de Harold Young : Nina Coudreau
- 1946 : Deux nigauds vendeurs (Little Giant) : Martha Hill
- 1946 : Strange Voyage : Carmelite
- 1947 : Schéhérazade (Song of Scheherazade) : Fioretta
- 1948 : El Dorado Pass (it) de Ray Nazarro : Dolores
- 1949 : The Big Sombrero (en) de Frank McDonald : Estrellita Estrada
- 1949 : Tuna Clipper : Bianca Pereira
- 1949 : The Lost Tribe : Li Wanna
- 1949 : Charlie Chan et le Dragon volant (Sky Dragon) de Lesley Selander : Connie Jackson, alias Marie Burke
- 1950 : The Lost Volcano : Nona
- 1950 : Snow Dog : Andree Blanchard
- 1950 : Cyrano de Bergerac, de Michael Gordon : Orange Girl
- 1951 : Gene Autry and The Mounties (en) de John English : Marie Duval
- 1952 : Jet Job : Marge Stevens
- 1952 : La Revanche d'Ali Baba (Thief of Damascus), de Will Jason (en) : Neela
- 1952 : Le Trappeur des grands lacs (The Pathfinder) de Sidney Salkow : Lokawa, Bradford's Tuscarora Wife
- 1953 : The Marksman : Jane Warren
- 1957 : Panama Sal : Sal Regan
- 1965 : Day of the Nightmare : Miss Devi
- 1968 : How Sweet It Is! : Vera Wax
- 1969 : Angel in My Pocket (en) d'Alan Rafkin : Lila Sinclair

### À la télévision
- 1952 : Meet Millie (série) : Millie Bronson (1952-1956)
- 1963 : Redigo (série) : Gerry
- 1963 : The New Phil Silvers Show (série) : Audrey (1964)
- 1964 : Many Happy Returns (série) : Lynn Hall (1964-1965)
- 1965 : Mona McCluskey (série) : Alice
- 1967 : Mannix (série)
- 1969-1976 : Docteur Marcus Welby (Marcus Weby, M.D.) : Consuelo Lopez
- 1969 : The Flim-Flam Man : Mrs. Packard
- 1973 : Un camion en or massif (en) (The Alpha Caper) de Robert Michael Lewis : Hilda
- 1984 : The Return of Marcus Welby, M.D. : Consuelo Lopez